# B2B Banque
B2B Banque (B2B Bank) est une banque canadienne de l'Annexe 1 destinée aux professionnels de la finance. Ses clients sont les conseillers financiers, les courtiers en dépôts et en prêts hypothécaires, les émetteurs de fonds communs de placement et d'assurances, ainsi que les membres de l’ACCFM et de l'OCRCVM.

## Histoire
B2B Banque est une filiale en propriété exclusive de la Banque Laurentienne. La Banque Laurentienne acquiert en 1996 les portefeuilles commerciaux et personnels de la North American Trust, puis en 2000 la Sun Life Trust Company. L'organisation issue de ces deux absorptions est baptisée B2B Trust. Le 7 juillet 2012, la société, devenue une banque de l'Annexe 1, est renommée B2B Bank (B2B Banque en français). 
Son siège social est situé dans le quartier financier de Toronto (contrairement à la Banque Laurentienne, basée à Montréal).